# خسف شرق إفريقيا

توضح خريطة شرق إفريقيا بعض البراكين النشطة تاريخيًا (المثلثات الحمراء) ومثلث عفار (مظلل، في المنتصف) -- تقاطعًا ثلاثيًا حيث تبتعد ثلاث صفائح عن بعضها البعض: الصفيحة العربية وجزأين من الصفيحة الإفريقية (الصفيحة النوبية والصفيحة الصومالية) تنقسم على طول منطقة خسف شرق إفريقيا.

خسف شرق إفريقيا أو نظام خسف شرق إفريقيا هو خسف قاري نشط في شرق إفريقيا. بدأ الخسف في التطور بداية العصر الميوسيني، منذ 22-25 مليون سنة. كان يُنظر إليه في الماضي على أنه جزء من الوادي المتصدع الكبير الذي يمتد شمالًا إلى آسيا الصغرى.
يقع الخسف في منطقة ضيقة، وهو عبارة عن حدود [الإنجليزية] صفائح تكتونية متباعدة ونشطة، حيث أن الصفيحة الإفريقية في طور الانقسام إلى صفيحتين تكتونيين، تسمى الصفيحة الصومالية والصفيحة النوبية، بمعدل 6-7 ملم في السنة. يتكون نظام الخسف من ثلاثة صفائح ثانوية، صفيحة فيكتوريا الصغيرة في الشمال، وصفيحتا روفيما ولواندل في الجنوب. تدور صفيحة فيكتوريا الثانوية عكس اتجاه عقارب الساعة مقارنة بالصفيحة الإفريقية. يعود سبب دورانها إلى تكوين مناطق الغلاف الصخري الأضعف ميكانيكيًا والأقوى في الخسف.

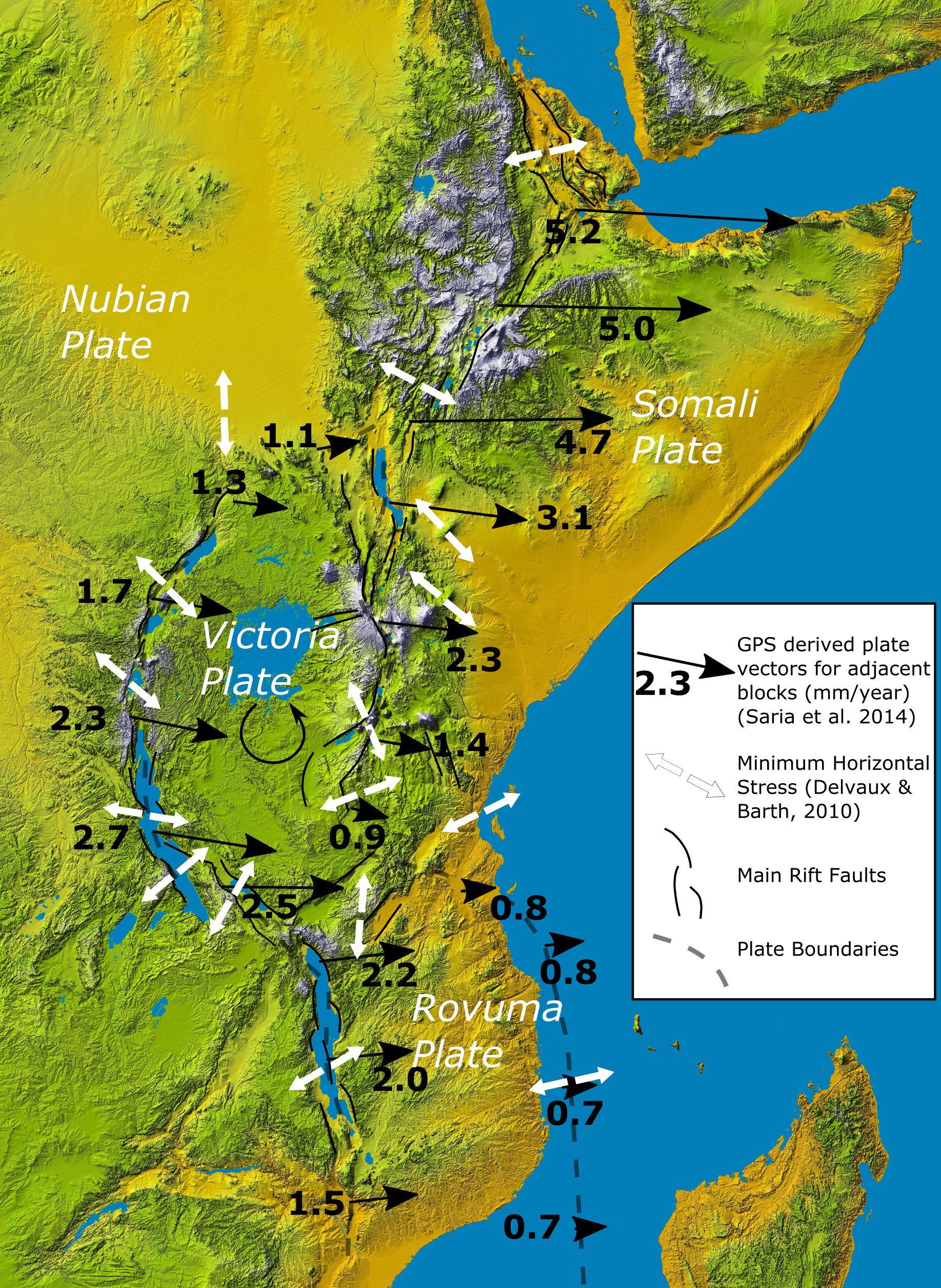
فوالق الخسف الرئيسية، الصفائح، حدود الصفائح، سرعات الصفيحة حسب نظام التموضع العالمي بين الكتل المجاورة والحد الأدنى لاتجاهات الضغط الأفقي

## الامتداد
يمتد نظام شرق إفريقيا المتصدع على مدى آلاف الكيلومترات. يتكون النظام من فرعين رئيسيين. يشمل الوادي المتصدع الشرقي(1) الصدع الإثيوبي الرئيسي [الإنجليزية]، الذي يمتد شرقًا من تقاطع عفر الثلاثي [الإنجليزية]، ويستمر جنوبًا باسم الوادي المتصدع الكيني. يشمل الوادي المتصدع الغربي صدع ألبرتين، وفي أقصى الجنوب وادي بحيرة ملاوي. يتبع الخسف إلى الشمال من تقاطع عفار الثلاثي أحد مسارين: غربًا إلى خسف البحر الأحمر أو شرقًا إلى حيد عدن [الإنجليزية] في خليج عدن.
يمتد خسف شرق إفريقيا من تقاطع عفر الثلاثي في مثلث العفر في إثيوبيا عبر شرق إفريقيا، وينتهي في موزمبيق. يمر خسف شرق إفريقيا عبر إثيوبيا وكينيا وجمهورية الكونغو الديمقراطية وأوغندا ورواندا وبوروندي وزامبيا وتنزانيا وملاوي وموزمبيق. كما يمتد قبالة ساحل موزمبيق على طول كيريمبا وخسفة لاسيردا، والتي تنضم إليها حيد دافي(2) على امتداد الحدود بين تنزانيا وموزمبيق. يراوح عرض حيد ديفي بين 30 و120 كيلومتر، مع وجود منحدر(3) مواجه للغرب على طول النصف الجنوبي من طوله والذي يرتفع إلى 2300 متر فوق قاع البحر. حركته متزامنة مع خسف شرق إفريقيا.

## نظريات حول التطور الجيولوجي
مع مرور الوقت، حاولت العديد من النظريات توضيح تطور خسف شرق إفريقيا. في عام 1972، اقتُرح أن خسف شرق إفريقيا لم يكن بسبب النشاط التكتوني، ولكن بسبب الاختلافات في كثافة القشرة الأرضية. حيث بدأت أحدث فترة للتصدع منذ حوالي ما يقارب 20 مليون سنة وذلك عندما كانت الموجات المرتفعة في الوشاح تقتحم قاعدة غلاف الأرض الصخري، وقد أدى رفع الغلاف الصخري الساخن وطفوى لتقبيب القشرة وتمديدها، ونتيجة لذلك تحطمت القشرة العلوية على طول الزاوية العليا للصدوع العادية، وهذا ما أنتج كتلا متصدعة من الأسفل أحواضا خفية، بينما حدث تشوه للقشرة السفلية بفعل التمدد اللين. منذ التسعينيات، عُثر على أدلة لصالح أعمدة الوشاح أسفل خسف شرق إفريقيا. اقترح آخرون وجود عمود [الإنجليزية] إفريقي عملاق تسبب في تشوه الوشاح. على الرغم من أن تأثيرات أعمدة الوشاح عميقة الجذور فهي فرضية مهمة، إلا أن موقعها ودينامياتها غير مفهومة جيدًا، وهي مسألة بحث نشط. السؤال لا يزال محل نقاش.

أحدث وجهة نظر مقبولة هي النظرية التي طرحت في عام 2009: أن الصهارية والصفائح التكتونية لها ردود فعل مع بعضها البعض، تتحكم فيها ظروف التصدع المائلة. وفقًا لهذه النظرية، يولد ترقق الغلاف الصخري نشاطًا بركانيًا، مما يؤدي إلى زيادة العمليات الصخرية مثل عمليات الاقتحام [الإنجليزية] والعديد من الأعمدة الصغيرة. تؤدي هذه العمليات إلى زيادة ترقق الغلاف الصخري في المناطق المشبعة، مما يجعل الغلاف الصخري الرقيق يتصرف مثل حيد وسط المحيط. وفقًا لعالمة الجيولوجيا البحرية كاثلين كرين [الإنجليزية]، يمكن أن يتسبب الخسف في نهاية المطاف إلى انفصال شرق إفريقيا عن البر الرئيسي، على الرغم من أن هذا الحدث المحتمل قد يستغرق عشرات الملايين من السنين.
يمكن تصنيف الدراسات التي تساهم في فهم أوسع لتطور الصدوع في تقنيات جيوكيمياء النظائر والتصوير المقطعي الزلزالي والنمذجة الجيوديناميكية.

### جيوكيمياء النظائر
تشير الأثار الجيوكيميائية المتغيرة لمجموعة من الحمم الإثيوبية إلى مصادر متعددة للعمود: واحد على الأقل من أصل الوشاح العميق، وواحد من داخل الغلاف الصخري شبه القاري. وفقًا لدراسة 2014، يُقارن الأثر الجيوكيميائي لنظائر أرضية نادرة المأخوذة من الصخور الدخيلة وعينات الحمم البركانية التي جُمعت في خسف شرق إفريقيا. تؤكد النتائج التعايش بين عمود فائق "شائع في الخسف بأكمله" مع مصدر مادة الوشاح الآخر إما من النوع شبه القاري أو من حيد وسط المحيط.

### التصوير المقطعي الزلزالي
الطريقة الجيوفيزيائية للتصوير المقطعي الزلزالي هي أداة مناسبة لفحص الهياكل تحت السطحية للأرض على عمق أكبر من القشرة. إنها تقنية المشكلة العكسية [الإنجليزية] حيث أن النماذج التي هي سرعات الأرض الداخلية تعيد إنتاج البيانات الزلزالية المسجلة في جميع أنحاء العالم. تشير التحسينات الحديثة لنماذج الأرض المقطعية لسرعة الموجة P والموجة S إلى أن التدفق الفائق للصعود من الوشاح السفلي في شمال شرق خسف شرق إفريقيا يغذي أعمدة أصغر حجمًا في الوشاح العلوي [الإنجليزية].

### النمذجة الجيوديناميكية
يُعد اختبار الفرضيات على النماذج الجيوديناميكية المعتمدة على الحاسوب بناءً بالتوازي مع المقاييس الجيولوجية والجيوفيزيائية(4). كان النموذج الجيوديناميكي العددي ثلاثي الأبعاد لاقتران قشرة العمود قادرًا على إعادة إنتاج عدم التناسق الجانبي لخسف شرق إفريقيا حول كراتون تنزانيا [الإنجليزية]. تُظهر النمذجة العددية للانقسام القاري الناجم عن عمود الدوران مرحلتين متميزتين، انخساف القشرة متبوعًا بتفكك الغلاف الصخري، والصعود بين مراحل عمود الوشاح العلوي.

## التطور الجيولوجي
قبل تشكل الخسف، اندلعت الفيضانات القارية الهائلة على السطح وحدث ارتفاع في الهضاب الإثيوبية والصومالية وشرق إفريقيا. تتميز المرحلة الأولى من خسف شرق إفريقيا بتوطين الخسف والصهارة على طول منطقة الخسف بأكملها. فترات التمديد بالتناوب مع أوقات الخمول النسبي. كان هناك أيضًا إعادة تنشيط لضعف ما قبل الكمبري في القشرة، ومنطقة قطب [الإنجليزية] من عدة كراتونات، والإزاحة على طول صدوع حدودية كبيرة، وتطوير أحواض عميقة غير متكافئة. تتميز المرحلة الثانية من الخسف بإلغاء تنشيط الصدوع الحدودية الكبيرة، وتطور أجزاء الصدع الداخلي، وتركيز النشاط الصهاري تجاه الخسوف.
اليوم، تشكل الأجزاء الخسفية الضيقة من نظام خسف شرق إفريقيا مناطق من الإجهاد المحلي. هذه الصدوع هي نتيجة لأفعال العديد من الصدوع العادية التي تعتبر نموذجية لجميع مناطق الخسف التكتوني. تتميز الصخور البركانية الضخمة والبازلت الفيضانية القارية ببعض أجزاء الخسف، في حين أن الأجزاء الأخرى، مثل الفرع الغربي، تحتوي فقط على أحجام صغيرة جدًا من الصخور البركانية.

## علم الصخور

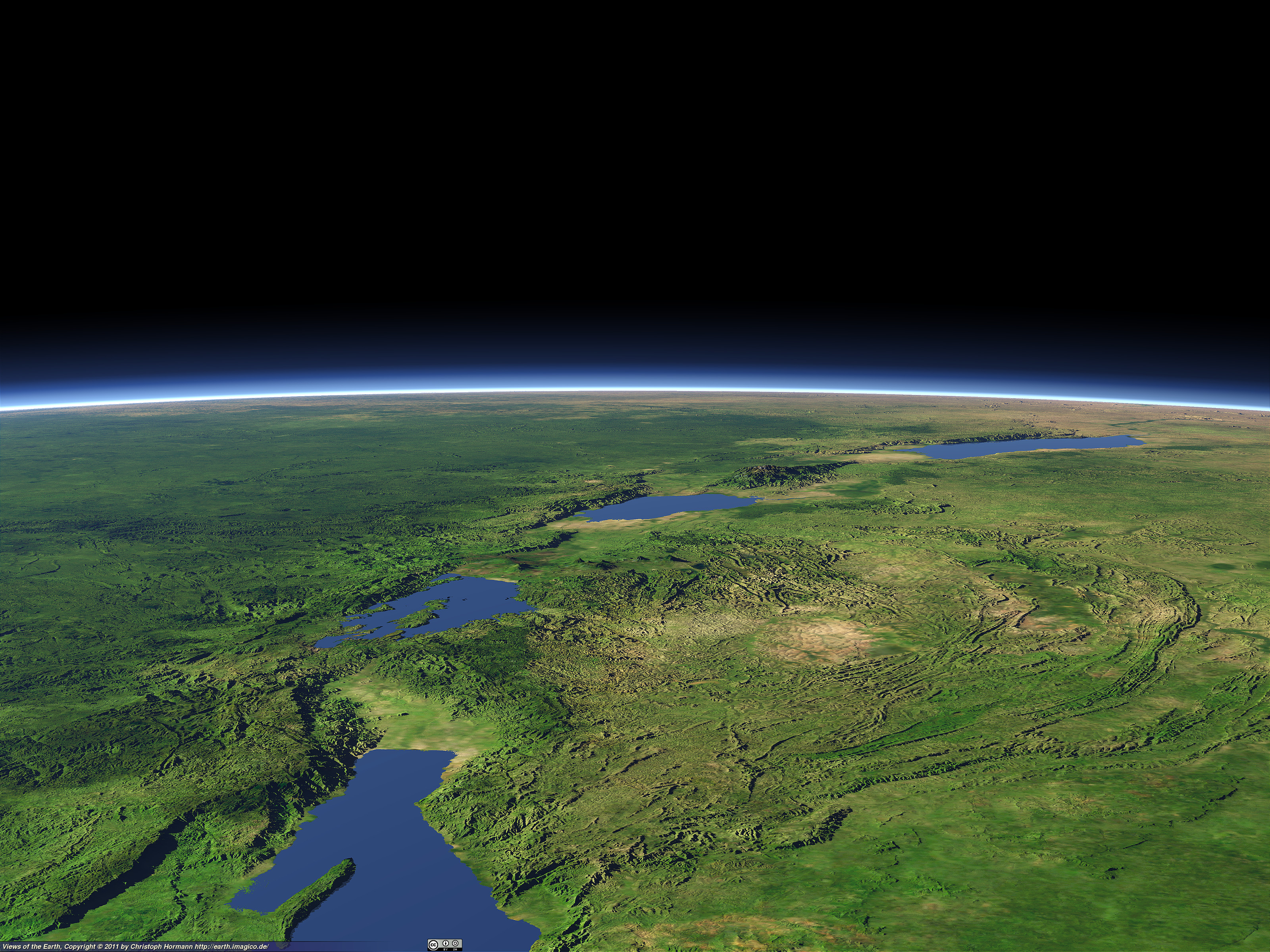
عرض مصطنع خسف ألبرتين، الذي يشكل الفرع الغربي من خسف شرق إفريقيا. تشمل الميزات المرئية (من الخلفية إلى المقدمة): بحيرة ألبرت وجبال رونزوري وبحيرة إدوارد وجبال فيرونجا البركانية وبحيرة كيفو والجزء الشمالي من بحيرة تنجانيقا

القشرة القارية الإفريقية بشكل عام باردة وقوية. عُثر على عديد الكراتونات في جميع أنحاء خسف شرق إفريقيا، مثل كراتون تنزانيا وكراتون كابفال [الإنجليزية]. إن الكراتونات سميكة، وقد نجت لمليارات السنين مع القليل من النشاط التكتوني. إنها تتميز بأحزمة الحجر الأخضر، التونالايت، وغيرها من الصخور المتحولة عالية الجودة. تعد الكراتونات ذات أهمية كبيرة من حيث الموارد المعدنية، حيث تحتوي على رواسب كبيرة من الذهب والإثمد والحديد والكروم والنيكل.
اندلع حجم كبير من الفيضانات البازلتية القارية خلال العصر الأوليغوسيني، وتزامن معظم النشاط البركاني مع افتتاح البحر الأحمر وخليج عدن بحوالي 30 مليون سنة. تكوين البراكين هو سلسلة متصلة من الصخور القلوية الفائقة إلى الصخور الثولييتية والفلزية. لقد اقترح أن تنوع التراكيب يمكن تفسيره جزئيًا من خلال مناطق مصدر الوشاح المختلفة. يقطع خسف شرق إفريقيا أيضًا الصخور الرسوبية القديمة المترسبة في الأحواض القديمة.

## النشاط البركاني والزلزالي
تضم منطقة خسف شرق إفريقيا عددًا من البراكين النشطة والخاملة، من بينها: جبل كليمنجارو، وجبل كينيا، وجبل لونغونوت [الإنجليزية]، وفوهة مينينغاي [الإنجليزية]، وجبل كاريسيمبي، وجبل نيراجونجو، وجبل ميرو، وجبل إلغون، بالإضافة إلى مرتفعات كريتر [الإنجليزية] في تنزانيا. على الرغم من أن معظم هذه الجبال تقع خارج الوادي المتصدع، إلا أن خسف شرق إفريقيا أنشأتها.
تشمل الأمثلة النشطة البارزة للبراكين خسف شرق إفريقيا إرتا أليه ودالافيلا(5) وجبل أولدوينيو لنغاي. إرتا أليه هو بركان درع بازلتي في منطقة عفر في شمال شرق إثيوبيا، نشط بشكل مستمر منذ عام 1967 على الأقل، مع قمة بحيرة الحمم البركانية موثقة منذ 1906 على الأقل ثوران دالافيلا عام 2008، وهو نشاطه الوحيد الموثق منذ بداية العصر الهولوسيني، هو أكبر ثورة بركانية مسجلة في التاريخ الإثيوبي. يعتبر أولدوينيو لنغاي حاليًا البركان النشط الوحيد الناشط بالناتروكربوناتيت [الإنجليزية] على الأرض. لا تحتوي الصهارة على السيليكا تقريبًا ؛ تدفقات الحمم البركانية النموذجية لها لزوجة أقل من 100 باسكال، مقارنة بزيت الزيتون عند 26 درجة مئوية. تشمل الهياكل البركانية المرتبطة بخسف شرق إفريقيا ذات النشاط القديم منذ بداية العصر الهولوسيني ما يقرب من 50 بركانًا في إثيوبيا [الإنجليزية]، 17  بركانًا في كينيا [الإنجليزية]، و9 براكين في تنزانيا [الإنجليزية].
خسف شرق إفريقيا هو أكبر نظام خسف نشط زلزاليًا على الأرض اليوم. تحدث غالبية الزلازل بالقرب من منخفض عفر، مع حدوث أكبرها عادة على طول أو بالقرب من الصدوع الحدودية الرئيسية. تشير التقديرات إلى أن الأحداث الزلزالية في القرن الماضي قد وصلت إلى حد أقصى قدره 7.0. اتجاهات الزلازل الموازية لنظام الخسف، بعمق بؤري ضحل يبلغ ما بين 12 و15 كيلومتر تحت محور الخسف، يمكن أن تكون الأعماق البؤرية بعيدًا عن محور الخسفأقل من 30 كيلومتر. تضرب حلول الآلية البؤرية [الإنجليزية] شمال-شرق وتظهر بشكل متكرر حدوث تفلق الانزلاق العادي، على الرغم من ملاحظة الحركة الجانبية اليسرى أيضًا.

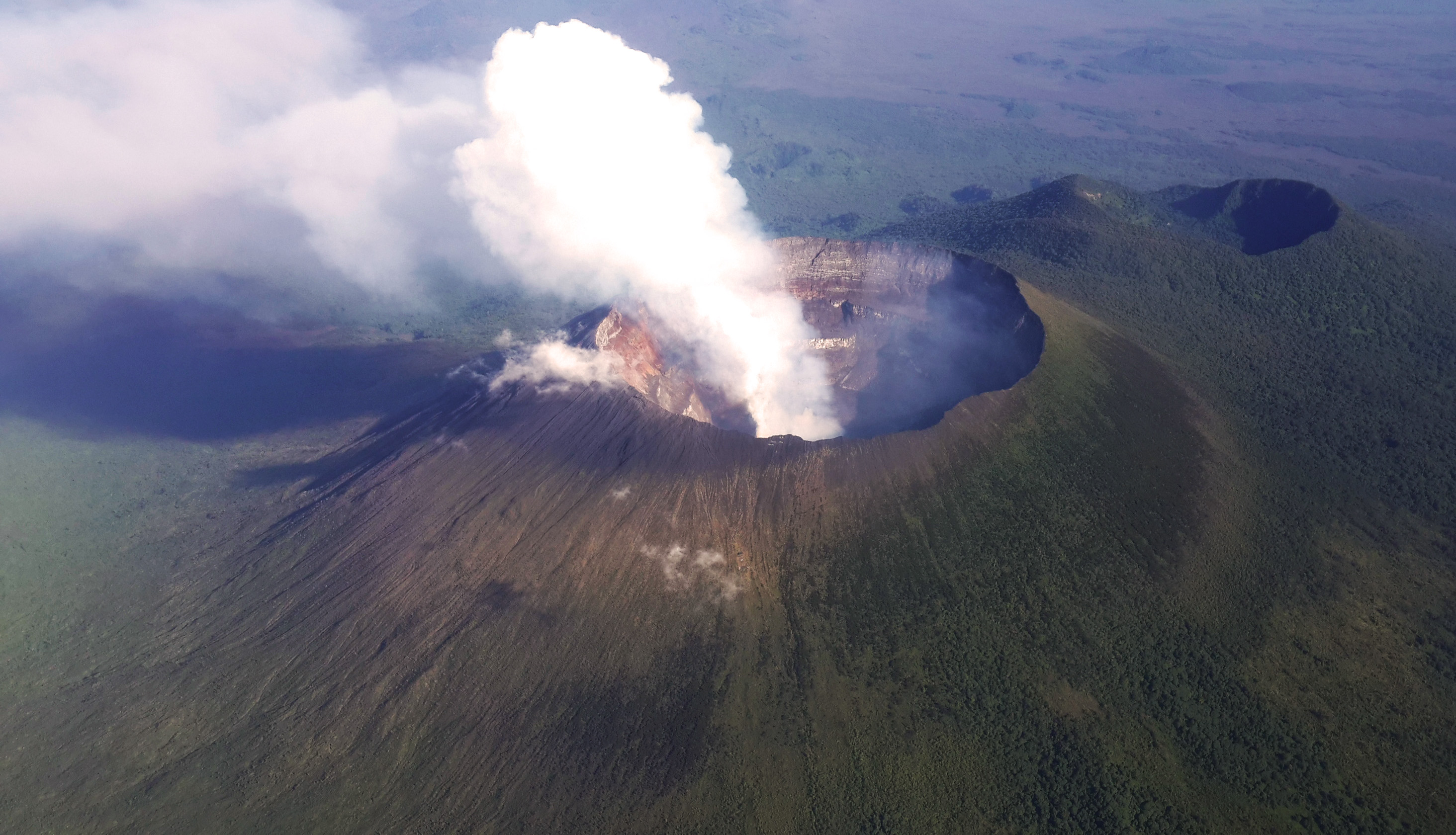
بركان نيراغونغو عام 2014.
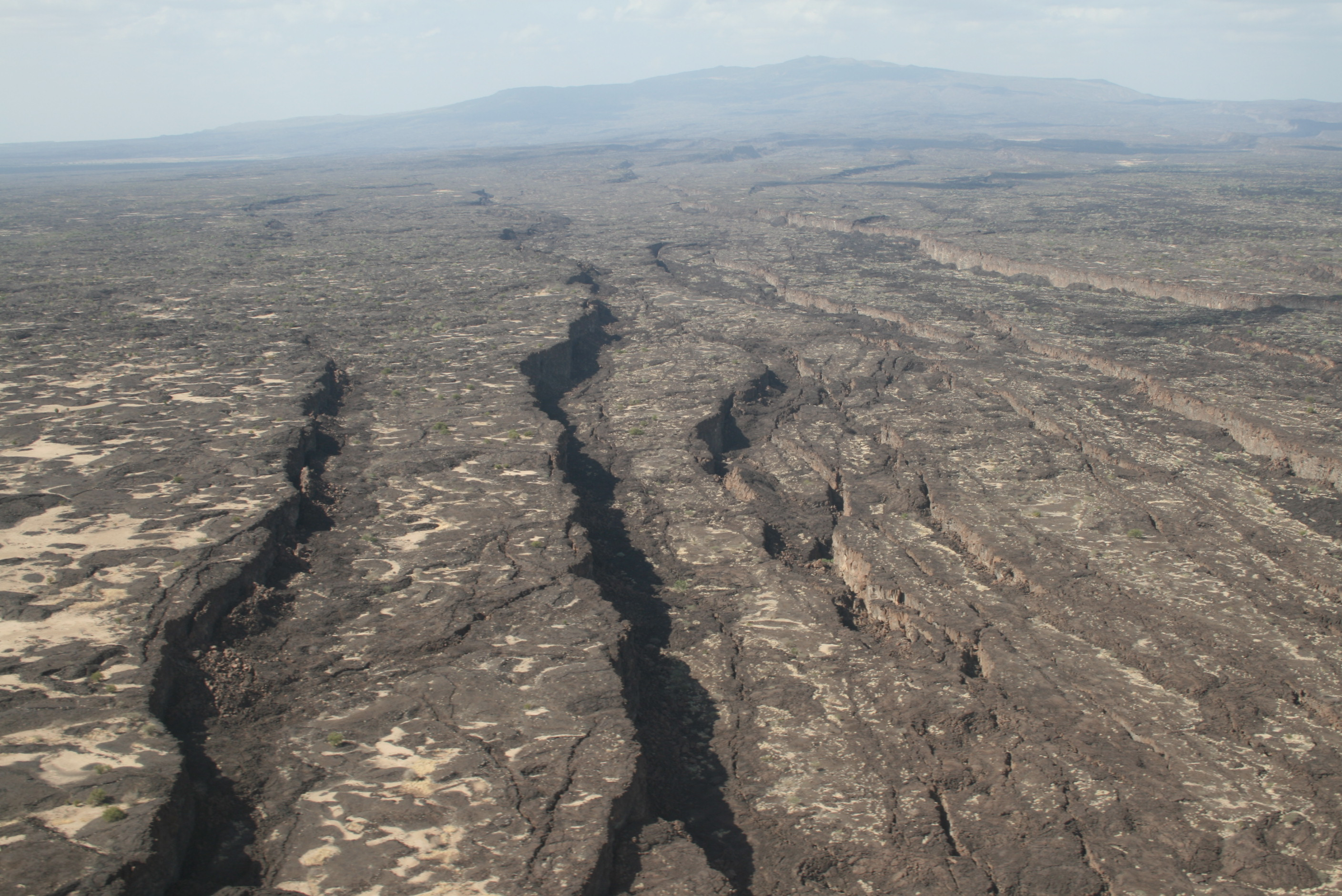
بركان داباهو (في الخلفية) وخسف ماندا هرارو (في المقدمة) في عام 2008.
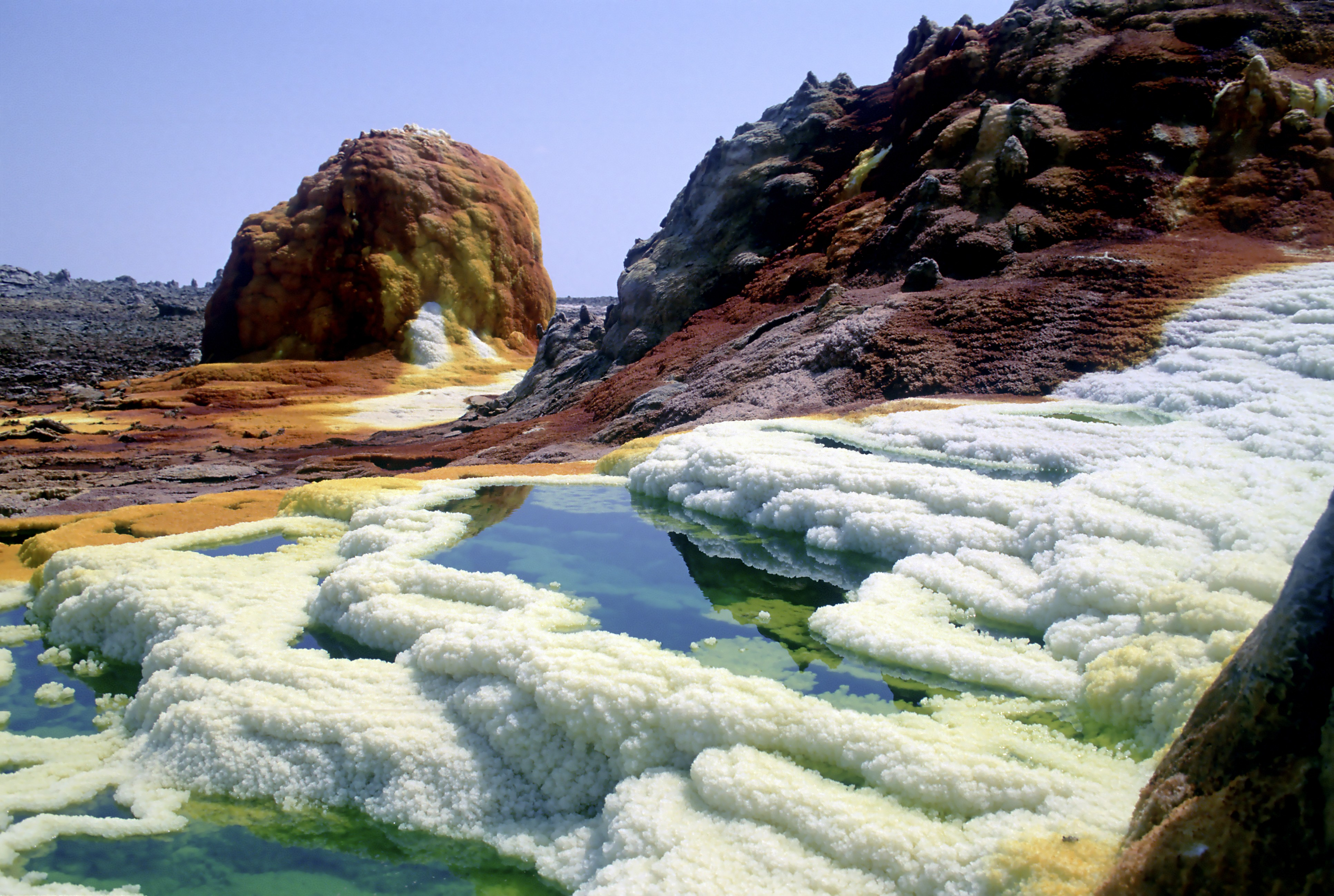
بركان دلول.
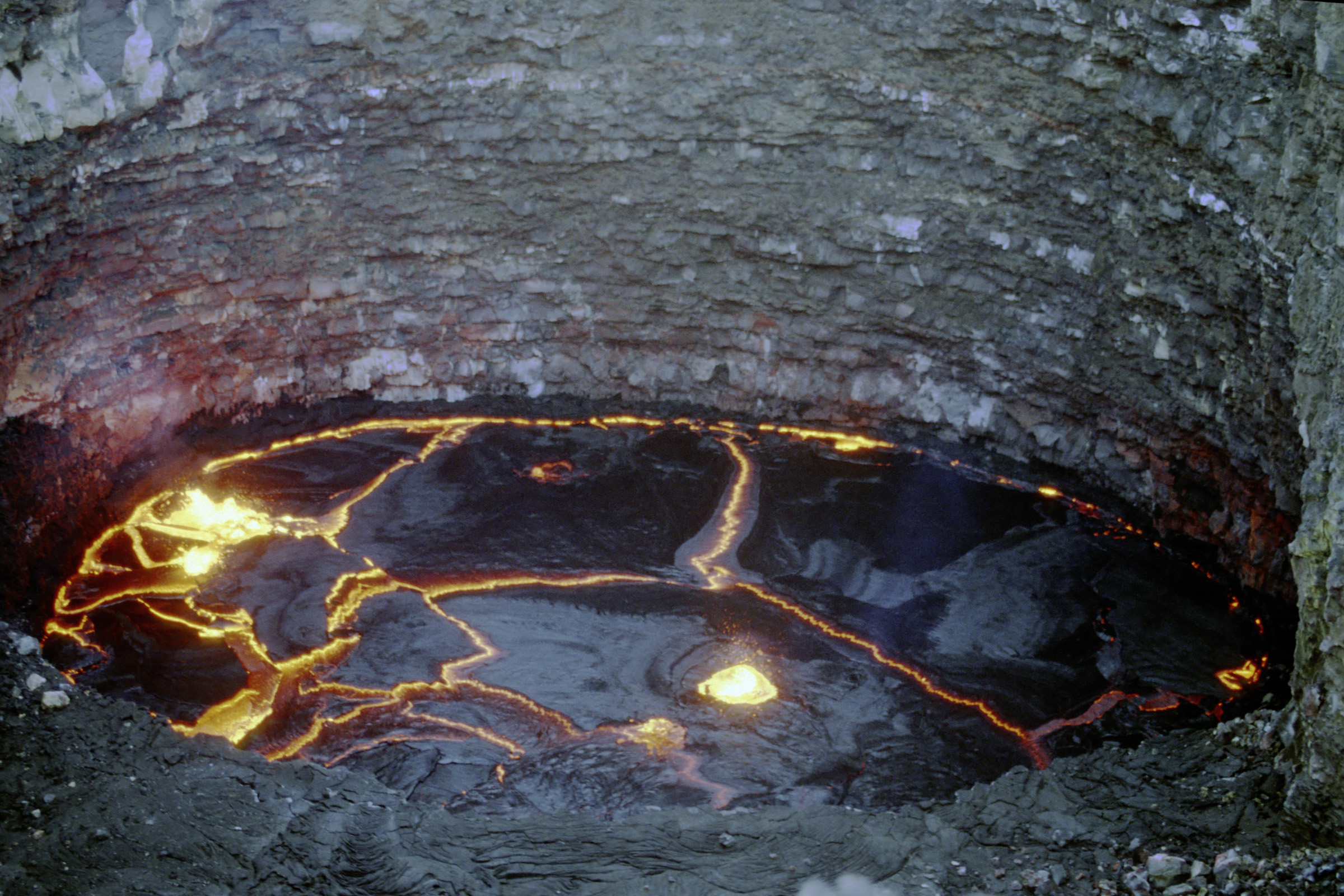
إرتا أليه.
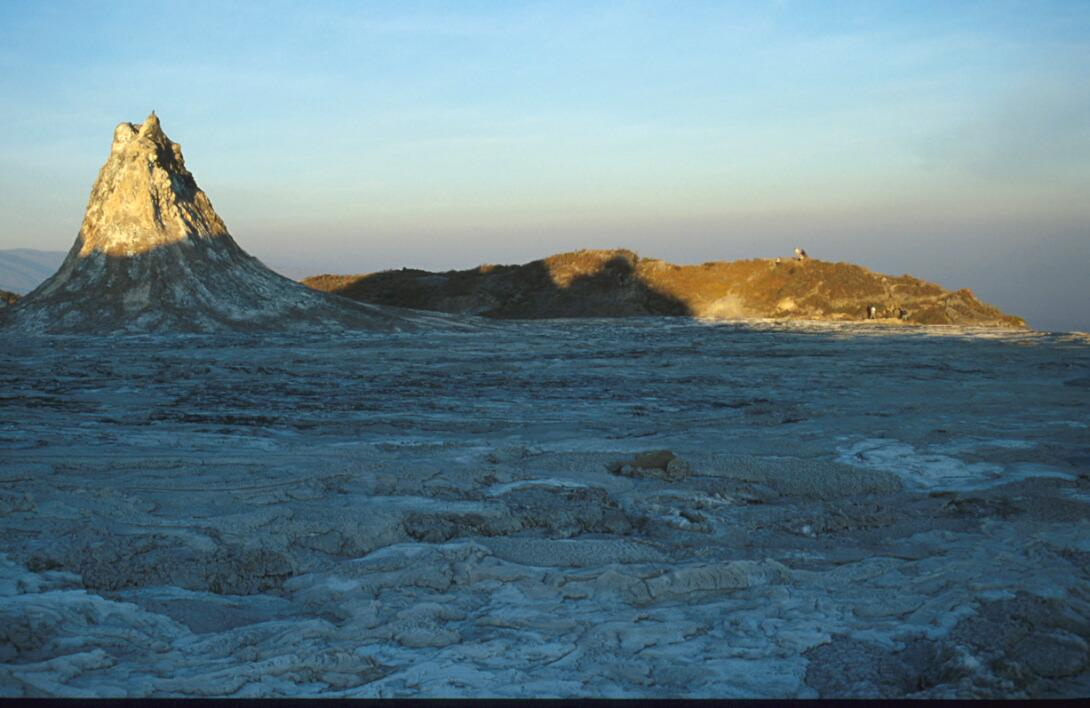
جبل أولدوينيو لنغاي.
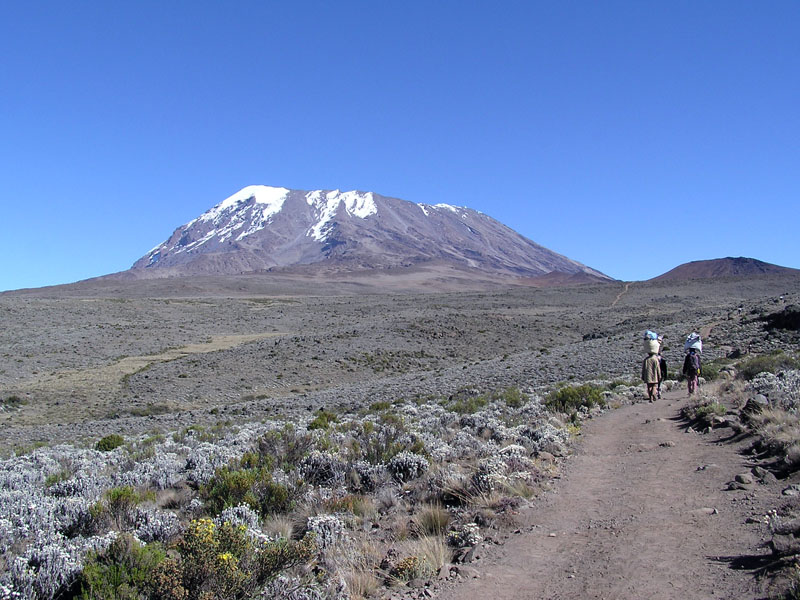
جبل كليمنجارو.
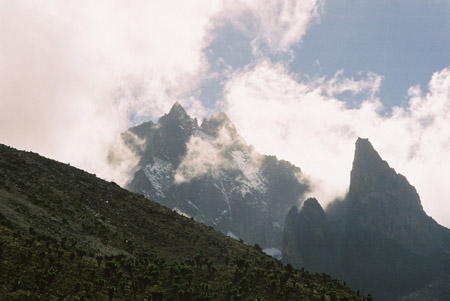
جبل كينيا.
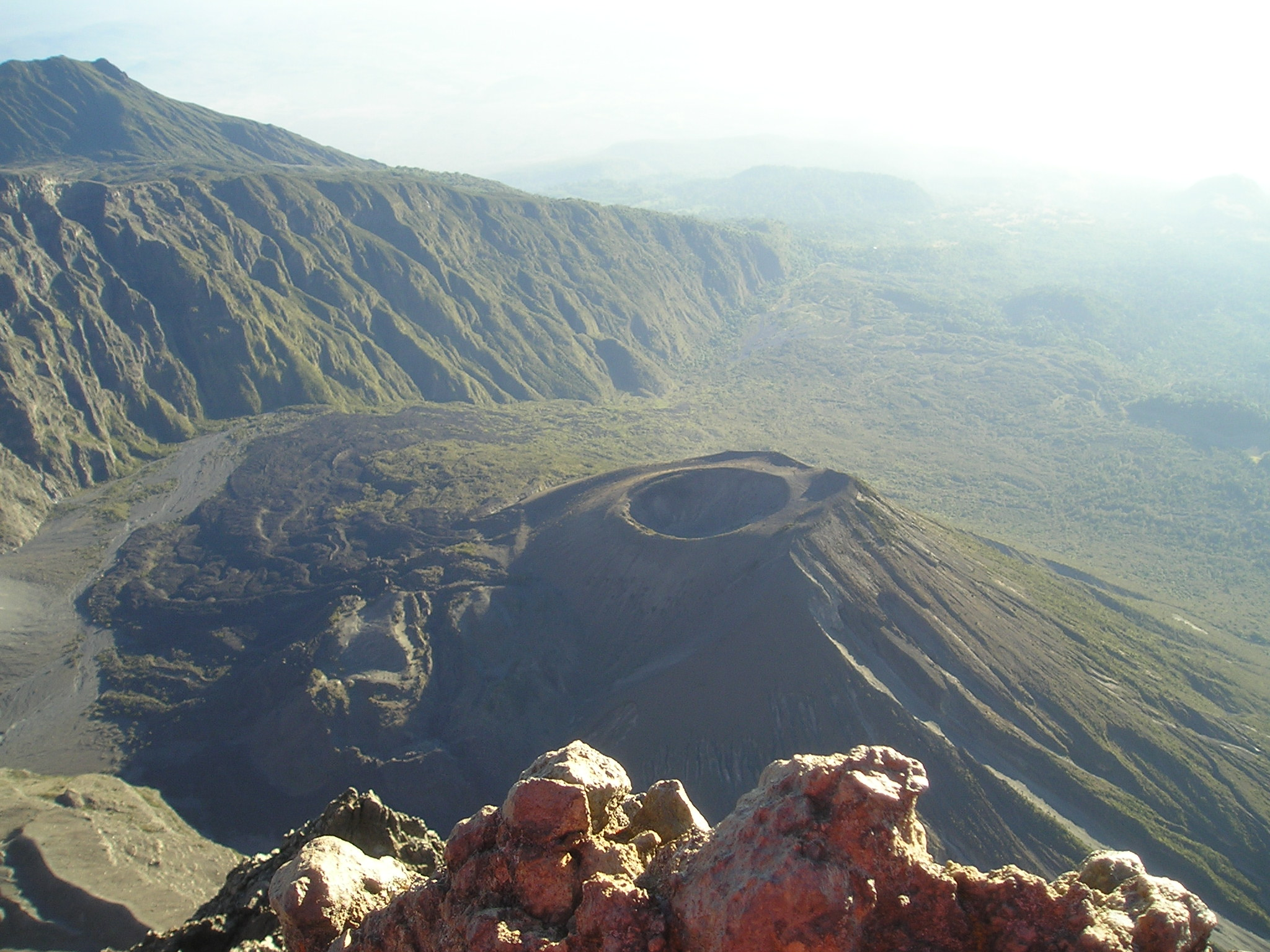
جبل ميرو (تنزانيا).
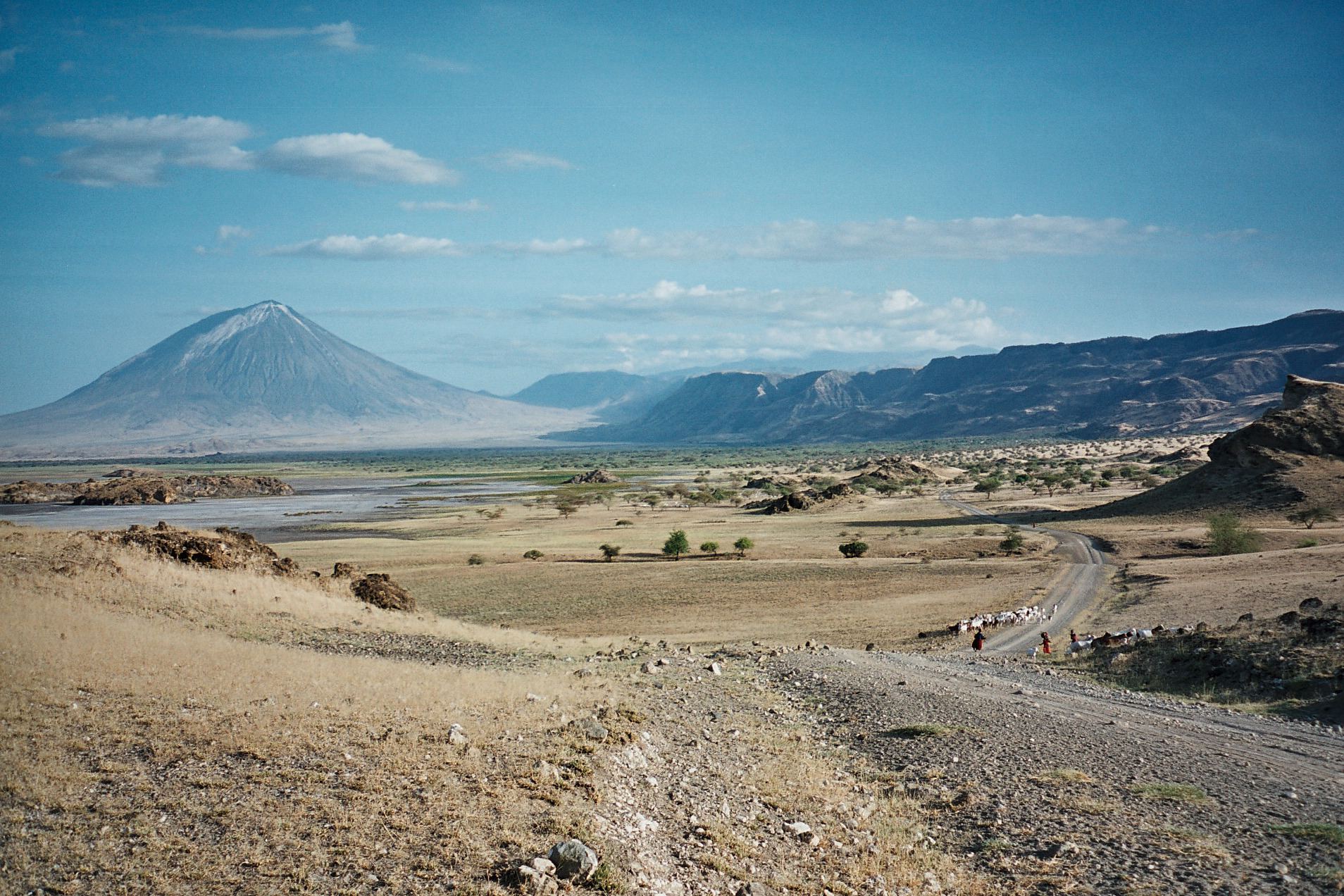
الجزء الداخلي من الخسف وشقوقه - الضفة الغربية من بحيرة النطرون

## الهوامش
- 1: المعروف أيضًا باسم خسف غريغوري [الإنجليزية].
- 2: منطقة كسر أثر قديم بطول 2200 كم تخترق حوض غرب الصومال.
- 3: قوس غاطس شرقي.
- 4: مثل النسب النظيرية والسرعات الزلزالية.
- 5: وتسمى أيضًا غابيلي (بالإنجليزية: Gabuli) و ألو دالافيلا (بالإنجليزية: Alu-Dalafilla).
- 6: اختراق صهاري في شكل جدار عمودي.
- 7: يتراوح العمق بين 2 و 12 كيلومترًا.

## أنظر أيضا
- جبال شرق الصدع

## روابط خارجية
- صدع سوسوا: كينيا تنقسم على يوتيوب